# Oxyna utahensis
Oxyna utahensis es una especie de insecto del género Oxyna de la familia Tephritidae del orden Diptera.

## Historia
Quisenberry la describió científicamente por primera vez en el año 1949.